# اتحادیه مدارس لس آنجلس

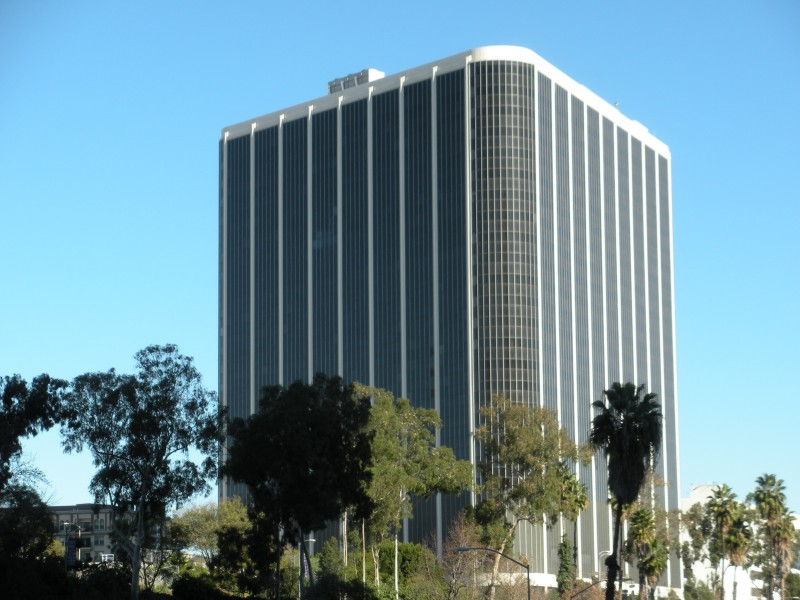
دفتر مرکزی اتحادیه مدارس لس آنجلس

اتحادیه مدارس لس آنجلس (ال‌ای‌یواس‌دی) (به انگلیسی: LAUSD:Los Angeles Unified School District) بزرگترین سیستم مدارس عمومی در کالیفرنیا از نظر تعداد دانش‌آموز است. این اتحادیه در کل ایالات متحده در مکان دوم قرار دارد. فقط سازمان آموزش و پرورش شهر نیویورک از ایم منطقه دارای دانش‌آموزانی بیشتر است. در طول سال تحصیلی ۲۰۰۷-۲۰۰۸، ال‌ای‌یواس‌دی در خدمت ۶۹۴۲۸۸ دانش‌اموز و ۴۵،۴۷۳معلم و حدود ۳۸،۴۹۴ کارمند دیگر بود. در عین حال این سازمان دومین بزرگترین استخدام‌کننده در سطح شهرستان لس آنجلس پس از دولت منطقه‌ای است. کل مدرسه بودجه برای منطقه در سال تحصیلی ۲۰۰۹-۲۰۱۰ میلیارد دلار به ۷٫۳ $ می‌رسید.  در تجزیه ثبت نام شده با معیار گروه‌های قومی ، ۷۳٪ از دانش آموزان اسپانیایی تبار و ۱۱ ٪ از دانش آموزان آمریکایی آفریقایی تبار بودند. دانش‌آموزان سفید پوست آمریکایی ۹٪ و پس از آن دانش‌آموزان آمریکایی آسیایی ۴ ٪ از جمعیت را تشکیل می‌دادند.؛ دانش‌آموزان فیلیپینی تبار ۲٪ از کل بودند. بومیان آمریکا و جزایر اقیانوس آرام باهم کمتر از ۱٪ بودند.
حوزه آموزشی متشکل از لس آنجلس و تمام یا بخشهایی از چند شهرستان مجاور در جنوب کالیفرنیا می‌باشد. ال‌ای‌یواس‌دی دارای نیروی پلیس مخصوص به خود است، اداره پلیس مدارس لس آنجلس که در سال ۱۹۴۸ تشکیل شده و وظیفهٔ سرویس دهی پلیسی به مدارس این اتحادیه را دارد. ال‌ای‌یواس‌دی، در سه مقطع پیش دبستان ثبت‌نام می‌کند و تقریباً به تعداد اتوبوس‌های سازمان حمل‌ونقل لس آنجلس دارای اتوبوس است. ساخت مدرسه‌های ال‌ای‌یواس‌دی هزینه‌ای تقریباً برابر با حفاری بزرگ داشت، سالن‌های غذاخوری ال‌اس‌یواس‌دی روزانه توسط ۵۰۰۰۰۰ نفر مورد استفاده قرار می‌گیرد که رقیبی در برابر رستوران‌های مکدونالد محلی هستند.
مدارس ال‌اس‌یواس‌دی به جمعیت زیاد دانش‌آموزان مشهور هستند. در عین حل نرخ ترک‌تحصیل، کارایی ضعیف، مدیریت ناتوان و سرویس‌دهی نامناسب، بالا است. در سال ۲۰۰۷، نرخ ترک تحصیل در ال‌ای‌یواس‌دی در بین دانش‌آموزان سال ۹ تا ۱۲ حدود ۲۶٪ بود.  مسائل مربوط به اوراق قرضه و برنامه‌های بلند پروازانه نوسازی این شرایط را تغییر نداده‌است. به عنوان بخشی از پروژه ساخت و ساز مدرسه، این اتحادیه دو مدرسهٔ جدید را در سال ۲۰۰۵ افتتاح کرد. پس از آن در سال ۲۰۰۶ نیز ۴ مدرسه به تعداد مدارس اضافه کرد.

## دانش‌آموزان فارسی‌زبان
در این مدرسه تعداد زیادی دانش‌آموز فارسی‌زبان حضور دارند، به طوری که برای راهنمایی و کمک به والدین آن‌ها کتابچه‌هایی به زبان فارسی منتشر شده‌است.